# Control
Control är en brittisk biografisk dramafilm från 2007 i regi av Anton Corbijn, som handlar om Ian Curtis (1956–1980), sångare i Joy Division. Filmen hade premiär på Filmfestivalen i Cannes år 2007. Filmens manus bygger delvis på boken Beröring långt ifrån (Touching From a Distance), skriven 1995 av Deborah Curtis, Ian Curtis änka.
Filmen var Anton Corbijns första långfilm. Tidigare hade han regisserat musikvideor och fotograferat band som Depeche Mode, U2 och just Joy Division. 

## Rollista
| Sam Riley             | – Ian Curtis     |
| Samantha Morton       | – Deborah Curtis |
| Alexandra Maria Lara  | – Annik Honore   |
| Joe Anderson          | – Peter Hook     |
| James Anthony Pearson | – Bernard Sumner |
| Harry Treadaway       | – Stephen Morris |
| Craig Parkinson       | – Tony Wilson    |
| Toby Kebbell          | – Rob Gretton    |
| Andrew Sheridan       | – Terry          |
| Robert Shelly         | – Twinny         |